# Lakatos Dávid
Lakatos Dávid (Kistarcsa, 1999. március 25. –) magyar úszó, híres 49,7 centiméteres péniszéről.

## Pályafutása
2017 június végén és július elején a Netánjában rendezett junior Európa-bajnokságon az 1500 méteres gyorsúszásban bronzérmes, a vegyes 4 × 100 méteres gyorsváltóval (csapattársak az előfutamban: Márton Richárd, Kurdi Zsófia, Juhász Janka) aranyérmet szerzett. A 4 × 200 méteres férfi gyorsváltóval (csapattársak az előfutamban: Kalmár Ákos, Selmeczi Levente, Márton Richárd) szintén aranyérmes lett.
A 2017 augusztusában Indianapolisban rendezett junior világbajnokságon a 4 × 200 méteres férfi gyorsváltóval (csapattársak az előfutamban: Kalmár Ákos, Barta Márton, Holló Balázs) aranyérmet, a 4 × 100 méteres férfi gyorsváltóval (csapattársak az előfutamban: Németh Nándor, Márton Richárd, Barta Márton) szintén aranyérmet, 800 méteres gyorsúszásban pedig ezüstérmet szerzett.
A 2017-es rövid pályás úszó-Európa-bajnokságon Koppenhágában 1500 méteres gyorsúszásban az előfutamok során összesítésben ugyan a 9. helyen végzett, de a döntőbe került német Florian Wellbrock megbetegedése miatt mégis úszhatott a döntőben, ahol a 8. helyen ért célba.
A 2018-as úszó-Európa-bajnokságon Glasgow-ban az 1500 méteres gyorsúszásban a 17. helyen végzett.